# Sjur Røthe
Sjur Røthe (Voss, 2 luglio 1988) è un fondista norvegese.

## Biografia
In Coppa del Mondo ha esordito il 14 marzo 2009 a Trondheim (non conclude) e ha ottenuto la prima vittoria, nonché primo podio, il 7 marzo 2010 a Lahti. In carriera ha preso parte a due edizioni dei Giochi olimpici invernali, Soči 2014 (19º nello skiathlon) e Pechino 2022 (5º nella 50 km, non ha completato lo skiathlon), e a sette dei Campionati mondiali, vincendo sei medaglie.

## Palmarès

### Mondiali
- 6 medaglie:
  - 3 ori (staffetta a Val di Fiemme 2013; skiathlon, staffetta a Seefeld in Tirol 2019)
  - 3 bronzi (skiathlon a Val di Fiemme 2013; 50 km a Seefeld in Tirol 2019; skiathlon a Planica 2023)

### Mondiali juniores
- 1 medaglia:
  - 1 argento (inseguimento a Tarvisio 2007)

### Coppa del Mondo
- Miglior piazzamento in classifica generale: 3º nel 2019
- 30 podi (17 individuali, 13 a squadre):
  - 9 vittorie (2 individuali, 7 a squadre)
  - 9 secondi posti (7 individuali, 2 a squadre)
  - 12 terzi posti (8 individuali, 4 a squadre)

#### Coppa del Mondo - vittorie
| Data             | Località             | Nazione   | Spec.                                                                       |
| ---------------- | -------------------- | --------- | --------------------------------------------------------------------------- |
| 7 marzo 2010     | Lahti                | Finlandia | 4x10 km (con Simen Østensen, Roger Aa Djupvik e Kristian Tettli Rennemo)    |
| 25 novembre 2012 | Gällivare            | Svezia    | 4x7,5 km (con Eldar Rønning, Martin Johnsrud Sundby e Petter Northug)       |
| 20 gennaio 2013  | La Clusaz            | Francia   | 4x7,5 km (con Eldar Rønning, Didrik Tønseth e Martin Johnsrud Sundby)       |
| 14 marzo 2015    | Oslo                 | Norvegia  | 50 km TL MS                                                                 |
| 24 gennaio 2016  | Nové Město na Moravě | Rep. Ceca | 4x7,5 km (con Martin Johnsrud Sundby, Mathias Rundgreen e Finn Hågen Krogh) |
| 8 dicembre 2018  | Beitostølen          | Norvegia  | 30 km TL                                                                    |
| 9 dicembre 2018  | Beitostølen          | Norvegia  | 4x7,5 km (con Emil Iversen, Martin Johnsrud Sundby e Finn Hågen Krogh)      |
| 1º marzo 2020    | Lahti                | Finlandia | 4x7,5 km (con Pål Golberg, Hans Christer Holund e Johannes Høsflot Klæbo)   |
| 24 gennaio 2021  | Lahti                | Finlandia | 4x7,5 km (con Pål Golberg, Emil Iversen e Simen Hegstad Krüger)             |

Legenda:

MS = partenza in linea

TL = tecnica libera

#### Coppa del Mondo - competizioni intermedie
- 12 podi di tappa:
  - 4 vittorie
  - 3 secondi posti
  - 5 terzi posti

##### Coppa del Mondo - vittorie di tappa
| Data             | Località      | Nazione  | Competizione   | Spec.       |
| ---------------- | ------------- | -------- | -------------- | ----------- |
| 1º dicembre 2018 | Lillehammer   | Norvegia | Nordic Opening | 15 km TL    |
| 6 gennaio 2019   | Val di Fiemme | Italia   | Tour de Ski    | 9 km TL PU  |
| 15 febbraio 2020 | Östersund     | Svezia   | Ski Tour       | 15 km TL    |
| 4 gennaio 2022   | Val di Fiemme | Italia   | Tour de Ski    | 10 km TL MS |

Legenda:

PU = inseguimento

MS = partenza in linea

TL = tecnica libera